# Аульфта-фьорд (Эйстфирдир)
Аульфта-фьорд (исл. Álftafjörður, дословно — «лебединый фьорд») — небольшой фьорд на востоке Исландии.

## Физико-географическая характеристика
Аульфта-фьорд расположен в восточной части Исландии в физико-географическом регионе Эйстфирдир (Восточные Фьорды), к югу от залива Хамарс-фьорд и выходит в Норвежское море. Длина фьорда составляет 8 километров, ширина его достигает 5 километров.
С трех сторон фьорд окружен небольшими горными масивами — на юге Кроссанесфьядль (исл. Krossanesfjall), на западе — Брейдафьядль (исл. Breiðafjall; часть хребта Флётюфьёдль исл. Flötufjöll) и Эйнидальсфьядль (исл. Einidalsfjall) на севере. Ледниковая река Гейтхедлаау (исл. Geithellaá) текущая от Траундарйёкюдль впадает во Аульфта-фьорд севернее Брейдафьядля, а южнее этого массива находится устье реки Ховсау исл. Hofsá), которая берёт начало от небольшого ледника Хофсьёкюдль восточнее Флётюфьёдль.
Фьорд относительно неглубокий, большая часть его дна обнажается во время отлива. В Аульфта-фьорде есть несколько небольших островов, самые крупные из них Несбьёрг (исл. Nesbjörg) и Бримильснес (исл. Brimilsnes ). Устье фьорда почти полностью перегораживает длинная и узкая песчаная отмель Стармирарфьёрюр (исл. Starmýrarfjörur), иногда называемая Стармирартаунги (исл. Starmýrartangi), поэтому выход из фьорда идет полустрова Мельракканес (исл. Melrakkanes) в соседний Хамарс-фьорд.

## Геология
Аульфта-фьорд представляет собой кальдеру древнего потухшего вулкана Аульфтафьордюр, который существовал здесь около 7 миллионов лет назад. После прекращения активности вулкана, кальдера обрушилась и заполнилась морской водой. Окружающие фьорд горы в основном состоят из риолита.

## Поселения
Ранее у берегов Аульфта-фьорде существовали поселения Твохтау (исл. Þvottá), на юге в устье одноименной реки, и Гейтхедлар (исл. Geithellar), на севере в устье реки Гейтхедлаау.
В Саге о Ньяле говорится, что корабль викинга Тангбранда, отправленный в Исландию королем Олавом Трюггвасоном для проповеди христианства, заходил в Твохтау и Тангбранд крестил там людей. В память об этом в Твохтау был установлен памятник обращению в христианство.
Поселение Гейтхедлар известно из исландских саг тем, что Ингольф Арнарсон, который считается первым поселенцем в Исландии, и Хьёрлейфур Хрудмарссон, его сводный брат, перезимовали здесь, когда впервые попали в Исландию.

## Галерея

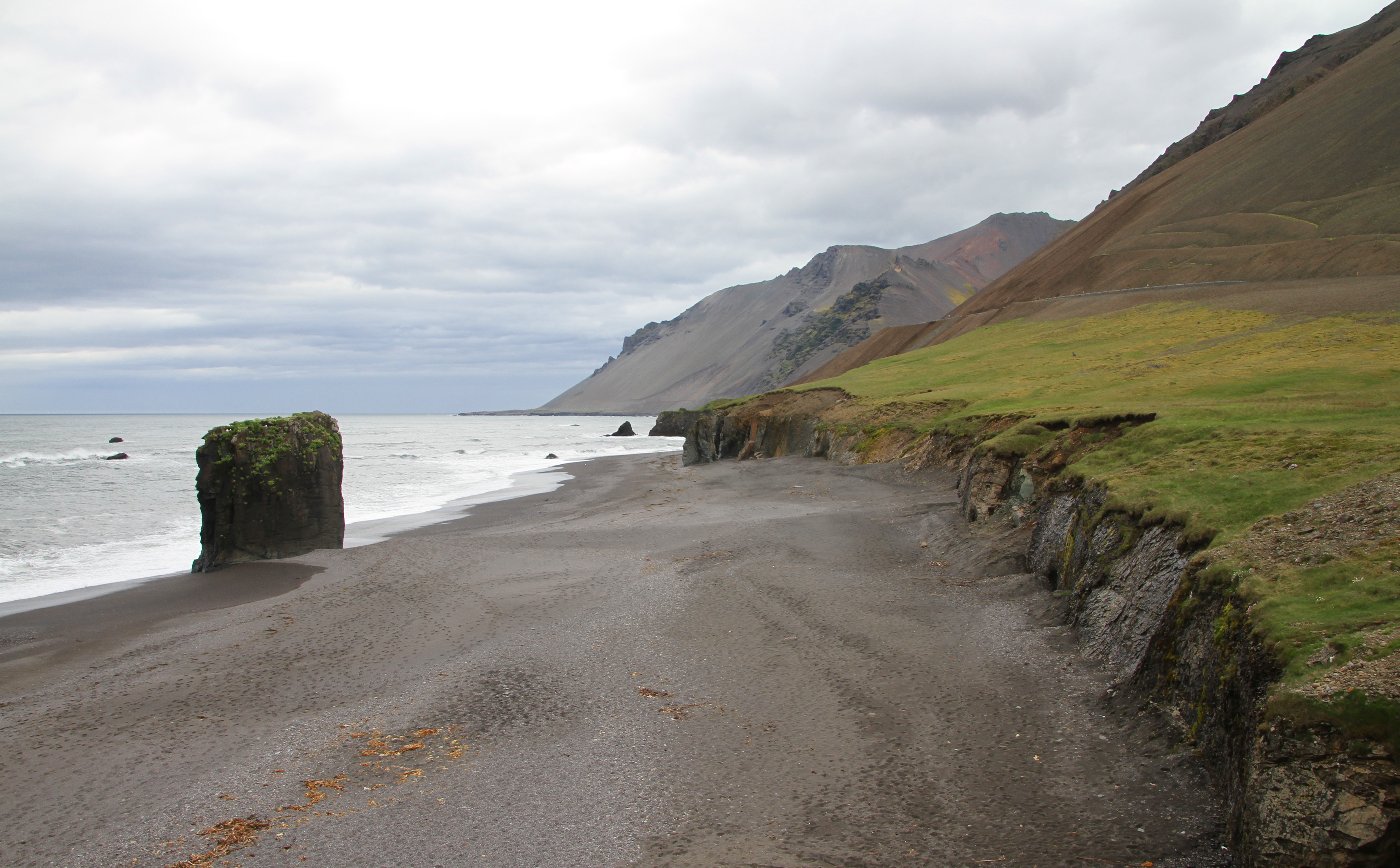
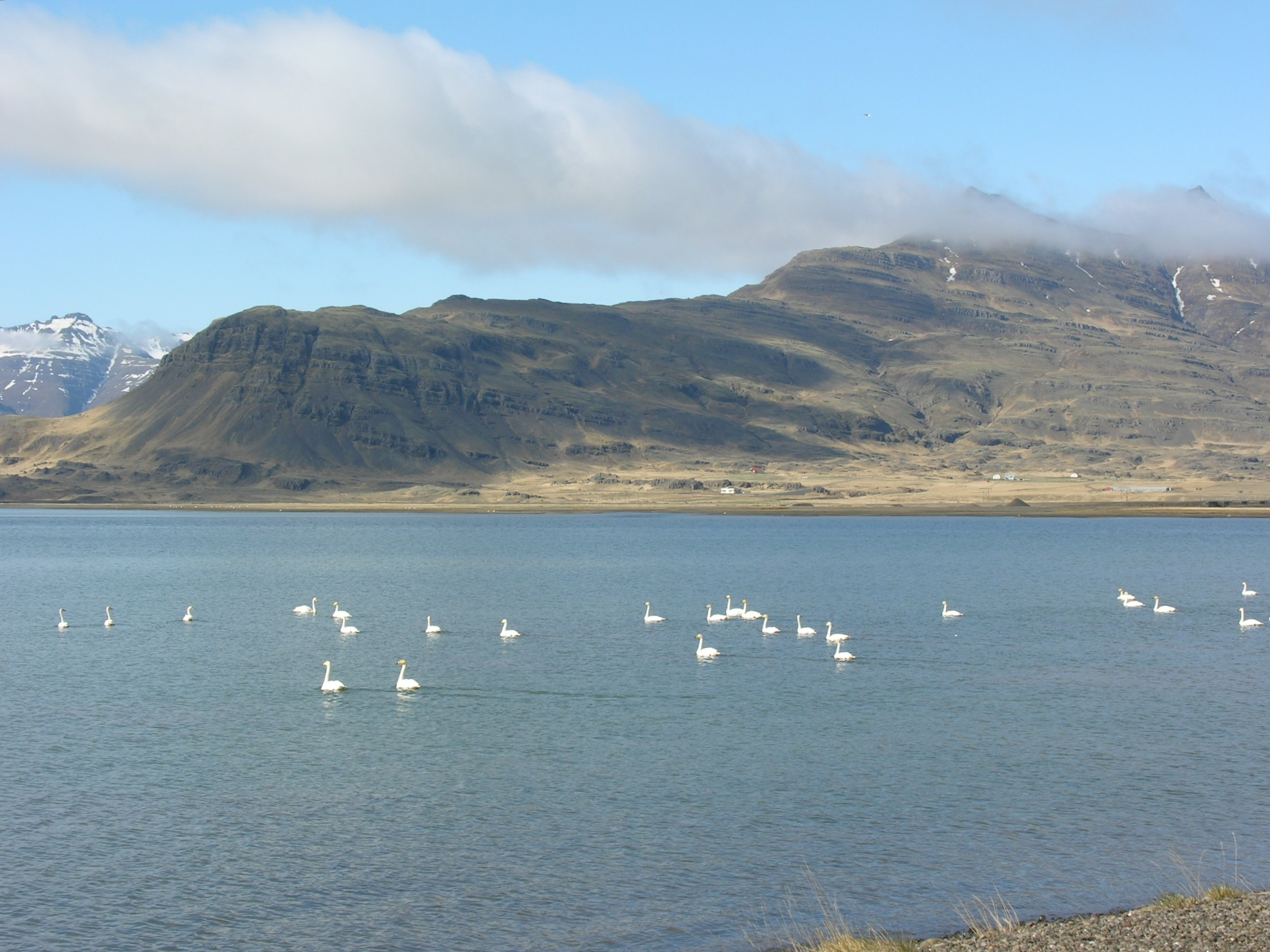
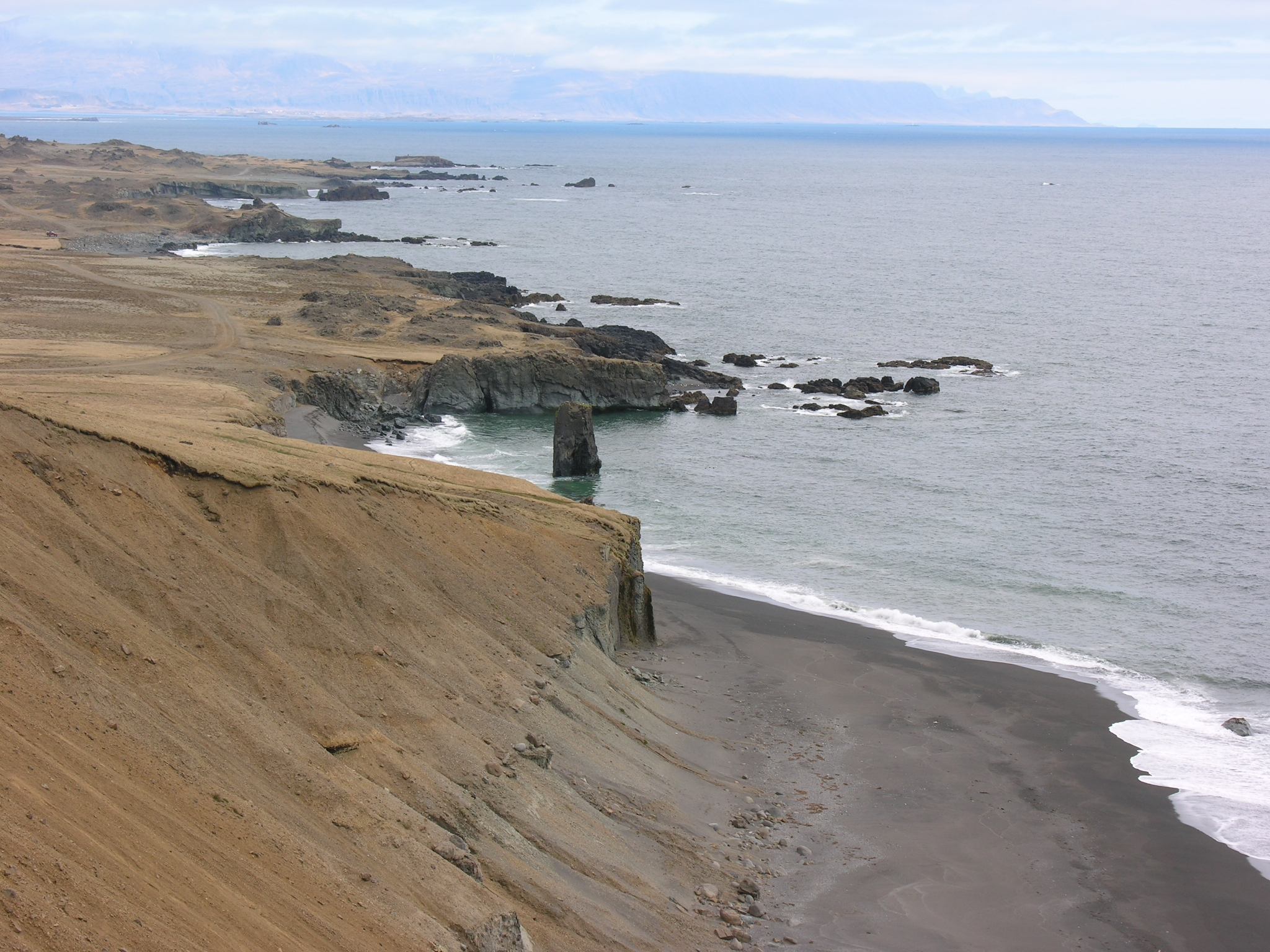
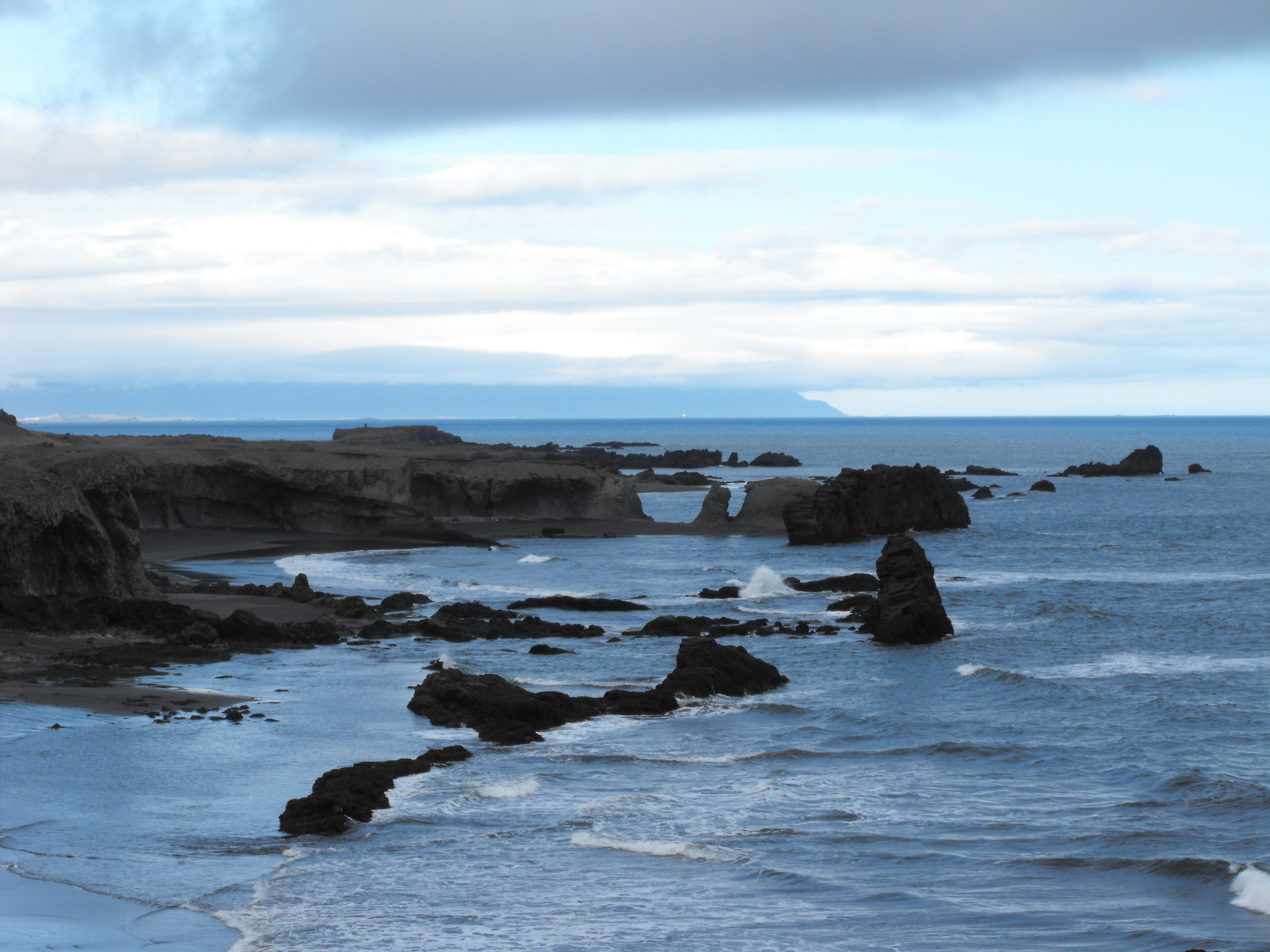
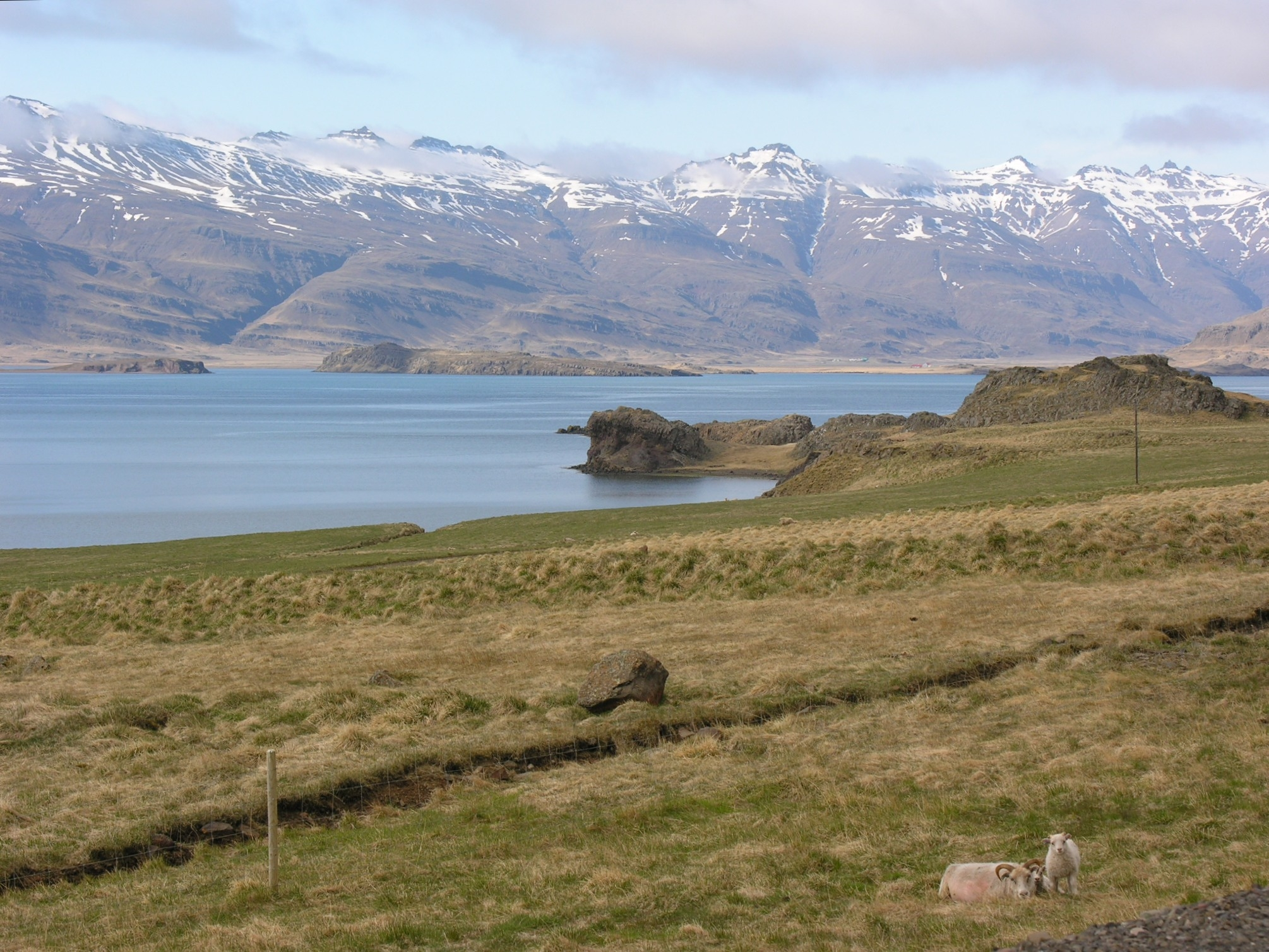